# 証券ジャパン
株式会社証券ジャパン（しょうけんジャパン）は、東京都中央区に本店を置く日本の証券会社。岡三証券グループの連結子会社。

## 概要
1944年（昭和19年）に創業した丸和証券株式会社を母体に、2007年（平成19年）に同業のネットウィング証券株式会社と共同持株会社「エムアンドエヌホールディングス株式会社」を設立。翌2008年（平成20年）にエムアンドエヌホールディングス、丸和証券、ネットウィング証券の3社が合併して「株式会社証券ジャパン」を設立。（存続会社は丸和証券。）
2015年（平成27年）には株式会社岡三証券グループと業務資本提携に係る覚書を締結した。
2019年（平成30年）1月には関連会社であった頭川証券株式会社（富山県）に対する出資比率を引き上げ子会社化したほか、同年5月には竹松証券（石川県）から顧客口座の大半の管理業務について事業譲渡を受けた。
2021年（令和3年）3月26日付で、岡三証券グループが日本ビルディング株式会社から株式を取得し、証券ジャパンは岡三証券グループの連結子会社となった。

## 本支店・営業拠点
- 日本橋本店
- 神楽坂支店 - 東京都新宿区神楽坂
- 溝ノ口支店 - 神奈川県川崎市高津区二子
- 元住吉支店 - 神奈川県川崎市中原区木月
- 藤沢支店 - 神奈川県藤沢市鵠沼石上
- 柏支店 - 千葉県柏市末広町
- 沼津支店 - 静岡県沼津市大手町[7]